# Krčma Řím (Sucha Beskidzka)
Zájezdní hostinec Krčma Řím (polsky: Karczma Rzym) je historická dřevěná stavba z počátku 18. století v městě Sucha Beskidzka, v gmině Sucha Beskidzka, okres Sucha, Malopolské vojvodství.
Zájezdní hostinec je součástí Stezky dřevěné architektury v Malopolském vojvodství.

## Historie
Krčma Řím je jedním z nejcennějších dochovaných objektů v Polsku i v Evropě. Krčma Řím vznikla v 18. století v době, kdy vlastníci obce Sucha obdrželi mimo jiné právo trhů a stala se jarmareční vesnicí. Umístění hostince odpovídá jejímu účelu. Nachází se v blízkosti tržiště (náměstí) a křižovatky komunikačních tras. Na tržišti se uzavíraly obchody s dobytkem (především koňské trhy), které se stvrzovaly v Krčmě Řím.
Zájezdní hostince existovaly v skoro ve všech beskydských vesnicích – sloužily nejen jako místa pro setkání, konzumaci jídla a pití, ale také plnily úlohu přepřahacích stanic, prodejny krmiva pro zvířata a poskytovaly nocleh. V 18. století na 100 vesnic na území Beskyd připadalo kolem 70–80 zájezdních hostinců, především u důležitých komunikačních tahů. Dodnes se zachovaly pouze dva objekty tohoto typu: v Suché Bezkidzké (Krčma Řím) a v Stará krčma v Jeleśni.
Krčma je dávána do souvislosti s legendou o Panu Twardowském, který se měl v Krčmě Řím setkat s ďáblem. (Adam Mickiewicz, Pani Twardowska).

## Architektura
Hostinec je dřevěná patrová roubená stavba na obdélníkovém půdorysu na zděné podezdívce o rozměrech 27 x 19,3 m. Střecha je valbová, krytá šindelem. V ose budovy se nachází síň (dříve průjezdná vedoucí k místu vozovny pro pocestné), po stranách se nacházejí místa pro hosty. V přední části budovy je podsíň s dřevěnou roštovou balustrádou.

## Interiér
V interiéru je restaurace s 180 místy, která nabízí staropolskou a regionální kuchyň.

## Galerie

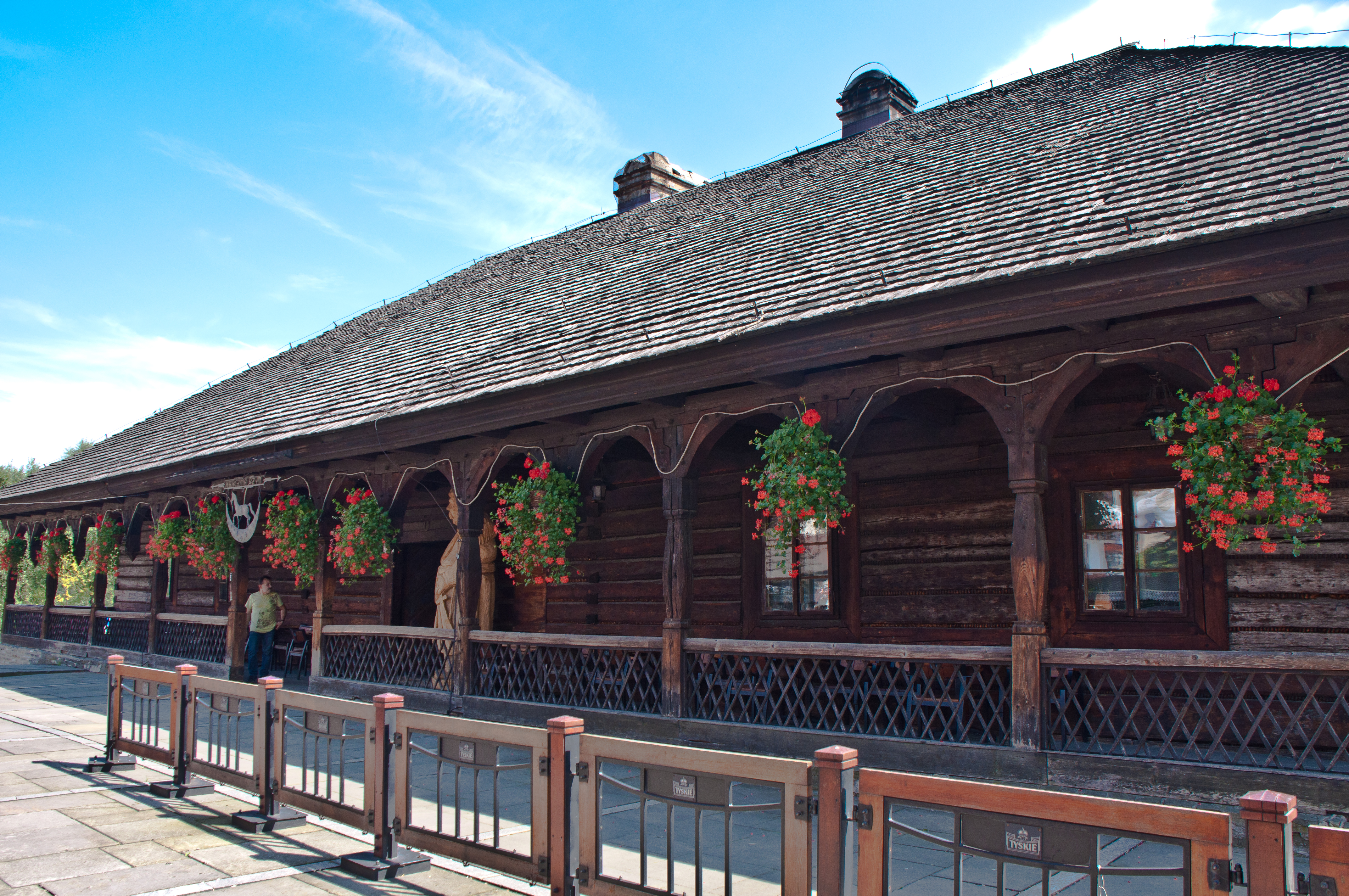
Podsíň
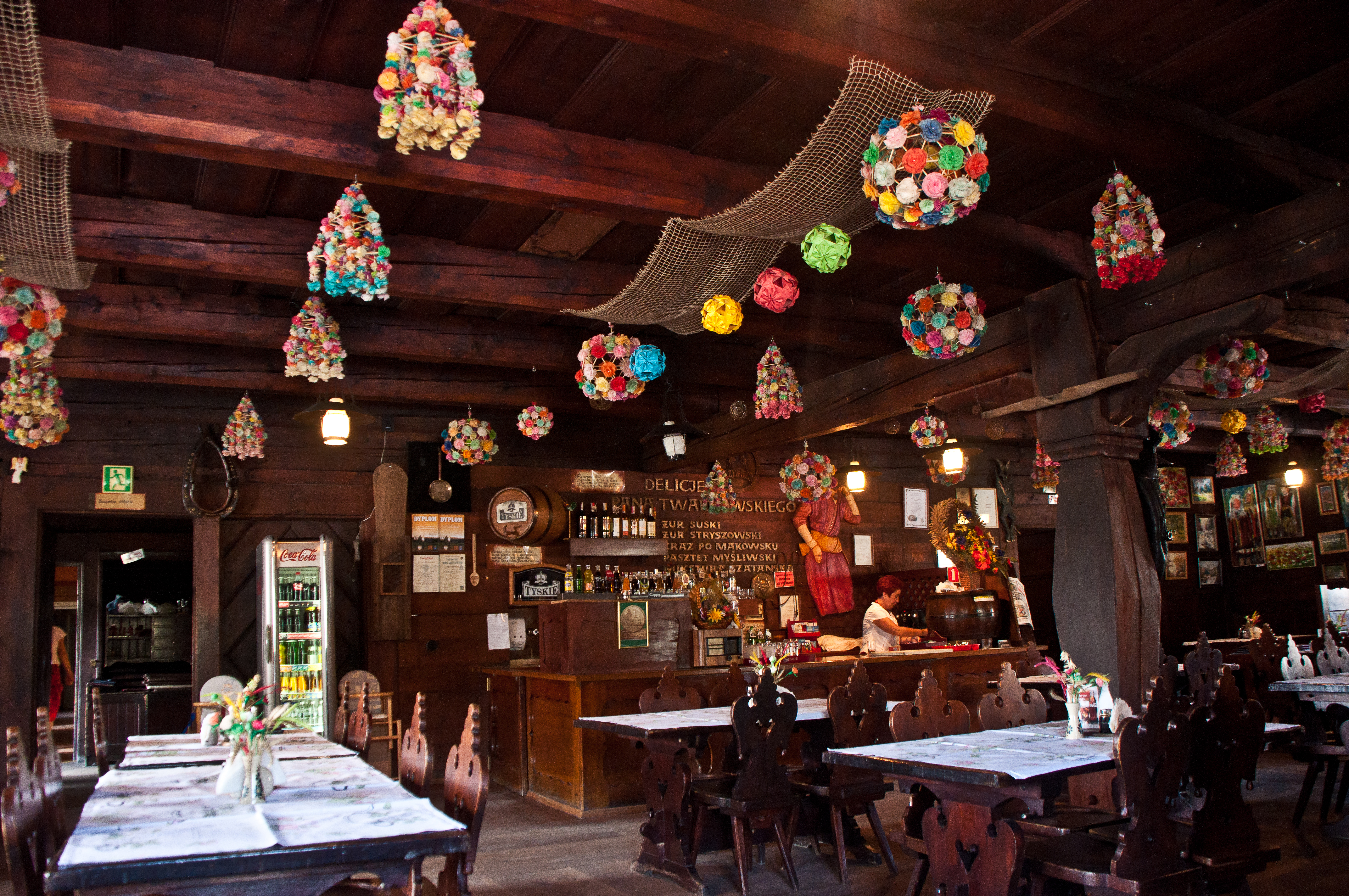
Interiér
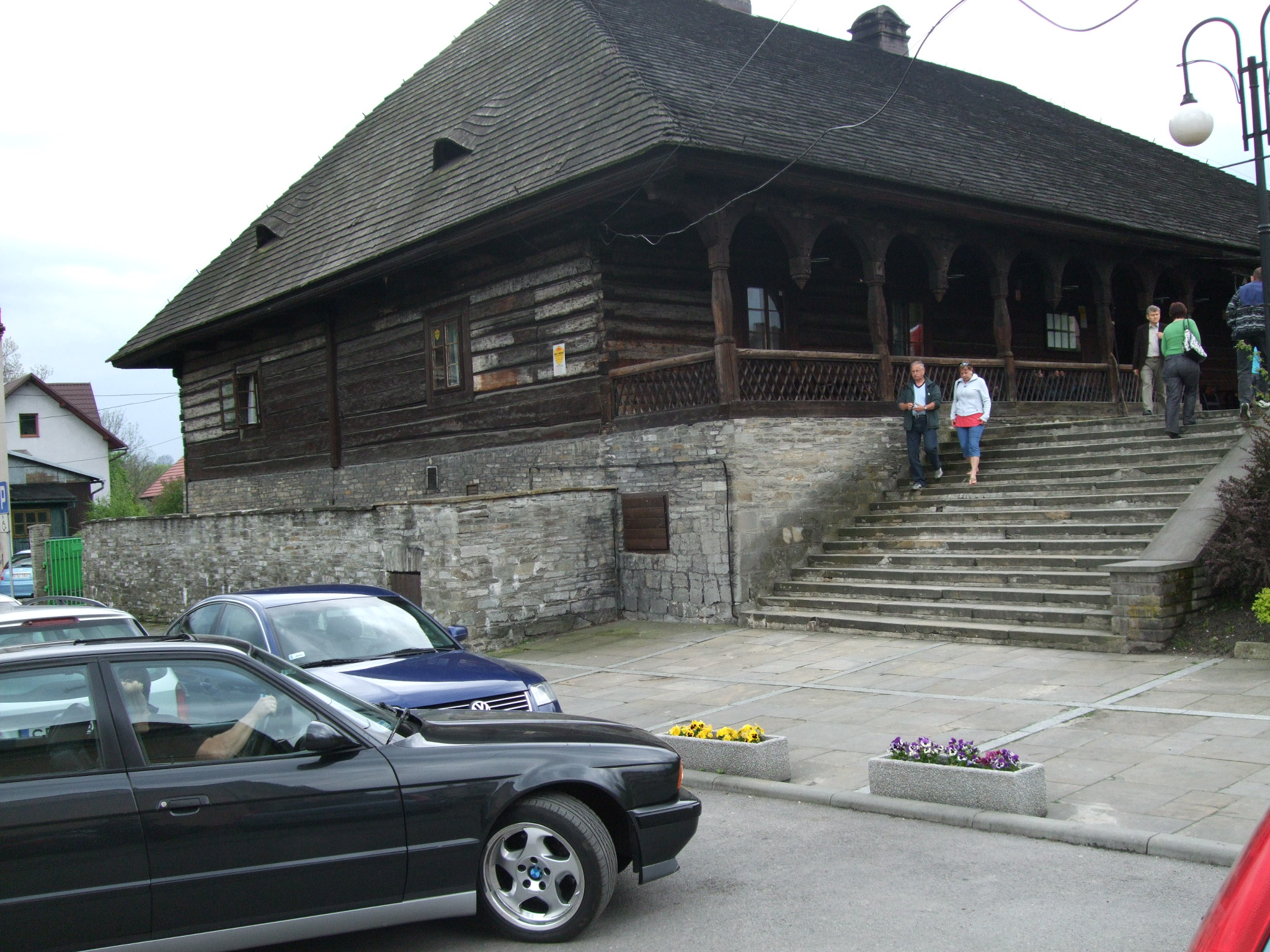
Podezdívka
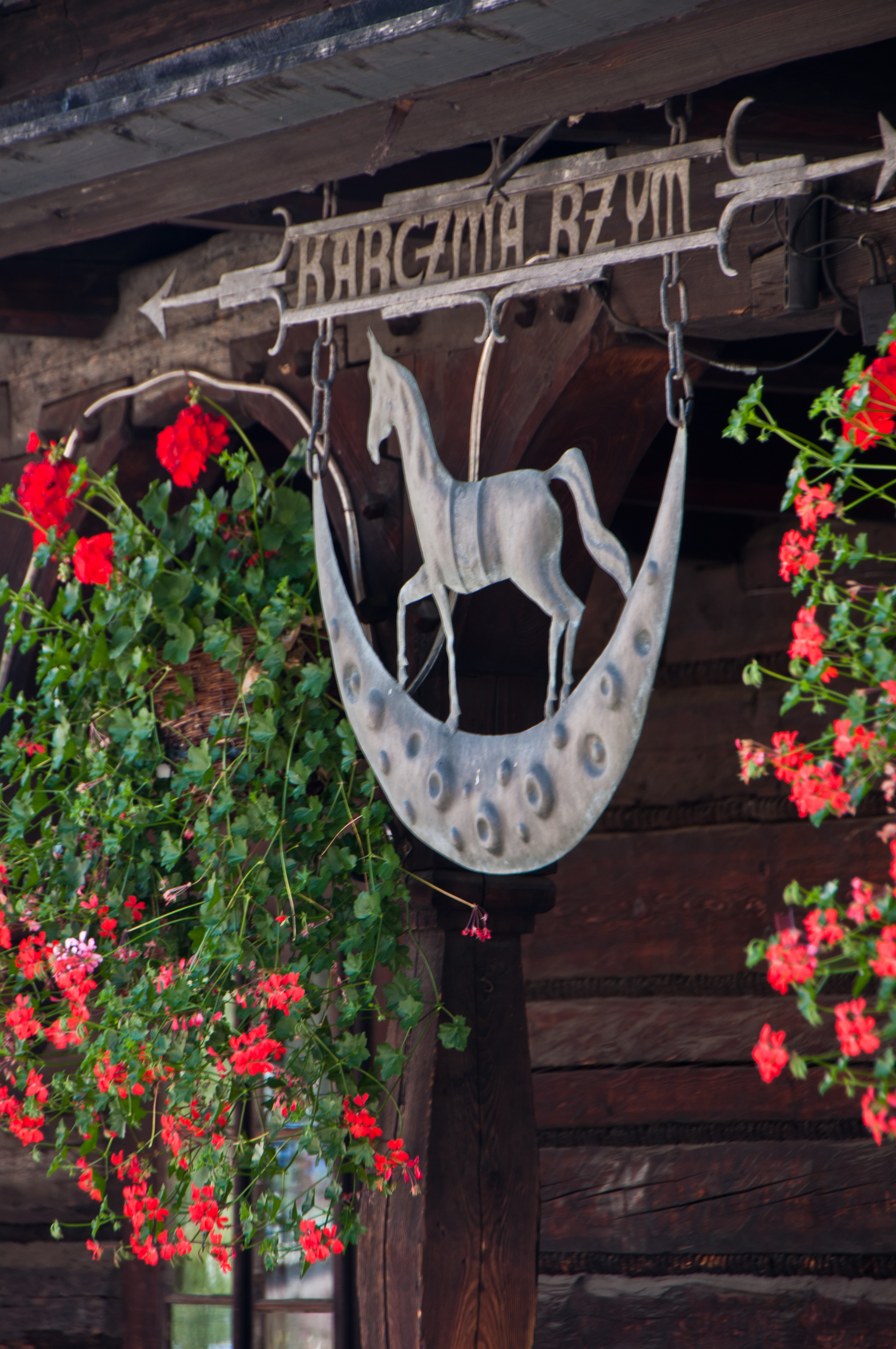
Handlířský znak